# Città di Devonport
La città di Devonport è una delle 29 local government areas che si trovano in Tasmania, in Australia. Essa si estende su di una superficie di 116 chilometri quadrati ed ha una popolazione di 24.880 abitanti. La sede del consiglio si trova a Devonport.